# Llynvi Valley Railway
Die Llynvi Valley Railway war eine britische Eisenbahngesellschaft in Glamorganshire in Wales.

## Geschichte
Die Gesellschaft erhielt am 7. August 1846 unter dem Namen Llynvi Valley and South Wales Junction Railway die Konzession zum Bau einer Bahnstrecke zwischen Llangynwyd im Llynfi-Tal und Margam an der geplanten Bahnstrecke der South Wales Railway. Dieses Projekt kam jedoch nicht zur Verwirklichung, stattdessen wurde die Pferdebahn Dyffryn Llynfi and Porthcawl Railway am 22. Juli 1847 übernommen und zur Eisenbahn mit Dampflokomotivbetrieb umgebaut. Mit der Eröffnung der Bahnstrecke der South Wales Railway zwischen Swansea und Chepstow wurde eine Verbesserung des Transportaufkommens erwartet. Seit Beginn der 1850er Jahre hatte die South Wales Railway die unternehmerische Kontrolle über die Gesellschaft übernommen. 1855 übernahm die Llynvi Valley Railway die Pferdeeisenbahn Bridgend Railway.
Am 1. August 1861 war der Umbau der Strecken abgeschlossen und der Güterverkehr wurde eröffnet. Der Personenverkehr wurde am 1. August 1865 aufgenommen. Am 28. Juni 1866 fusionierte die Gesellschaft mit der Ogmore Valley Railways zur Llynvi and Ogmore Railway.